# اغتيال ضياء الرحمن
يشير اغتيال ضياء الرحمن (بالبنغالية: জিয়াউর রহমান হত্যাকাণ্ড) إلى مقتل ضياء الرحمن، الرئيس السادس لبنغلاديش، والذي اغتيل على يد فصيل من ضباط الجيش البنغالي، في 30 مايو 1981، في مدينة جاتجام الساحلية الجنوبية الشرقية. ذهب ضياء الرحمن إلى جاتجام للتحكيم في نزاع بين الزعماء المحليين لحزبه السياسي، الحزب الوطني البنغلاديشي. استولت مجموعة من الضباط على مبنى دائرة جاتجام، وهو مقر إقامة حكومي كان يقيم فيه ضياء الرحمن، وأطلقوا النار عليه وعلى العديد من الآخرين في ليلة 30 مايو.

## خلفية تاريخية

### رئاسة ضياء
بدأت فترة ولاية ضياء الرحمن كرئيس لبنغلاديش في 21 أبريل 1977 بتوليه الرئاسة خلفاً لأبو سادات محمد صائم. وقال في إشارة إلى إثارة تنافس سياسي في البلاد:
«سأجعل السياسة تحدياً أمام السياسيين».
أعلن ضياء عن استفتاء على الثقة لقياس آراء الجمهور حول حكمه بعد أقل من 24 ساعة من توليه منصبه كرئيس لبنغلاديش. اقترح المنتقدون أن تصويت الثقة كان محاولة منه لإضفاء الشرعية على رئاسته.

### الاستفتاء والانتخابات
أثار الاستفتاء الذي عقد في 30 مايو 1977 صدمة لدى المعلقين والمراقبين السياسيين. حصل ضياء على 98.87% من الأصوات، مع معارضة 1% فقط من الناخبين لآرائه، وفقاً للجنة الانتخابات في بنغلاديش، مما أثار تساؤلات خطيرة حول العملية.
أعلن ضياء عن إجراء انتخابات رئاسية في العام التالي مع انتهاء فترة الاستفتاء. وكانت أول انتخابات رئاسية تُعقد في بنغلاديش بعد الثورة السياسية.
دخل ضياء سباق الانتخابات كمرشح للجبهة القومية، وهو ائتلاف مكون من ستة أحزاب ضم أحزاباً إسلامية مثل الرابطة الإسلامية من جهة وأحزاباً بقيادة أقلية مثل اتحاد الطبقات المجدولة من جهة أخرى. كان منافسه الرئيسي هو الجنرال غاني عثماني [الإنجليزية]، القائد العام لجيش تحرير بنغلاديش في 1971، والذي كان مدعوماً من التحالف الديمقراطي ومنصة رابطة عوامي وبعض الأحزاب اليسارية.
قاطعت مجموعة من الأحزاب بقيادة أتور الرحمن الانتخابات، بما في ذلك الرابطة الديمقراطية، والرابطة الديمقراطية الإسلامية، وجاتيا دال، ورابطة جاتيا، وحزب كريشاك سراميك.

### مزاعم تزوير الانتخابات
حصل ضياء على حوالي 76% من الأصوات وحصل الجنرال عثماني على 21% وفقاً للأرقام التي نشرتها السلطات، في الانتخابات الرئاسية التي عقدت في 1978. ادعى أنصار عثماني أن الانتخابات كانت مزورة وأن صناديق الاقتراع كانت مليئة بالأصوات في جميع أنحاء البلاد. ومع ذلك، لم يكن هناك دليل ملموس على تزوير الانتخابات.

### التسوية مع معارضي الاستقلال
أُطلق سراح حوالي 11,000 مجرم حرب في 31 ديسمبر 1975، بما في ذلك 752 مداناً، بإلغاء "أمر المتعاونين مع بنغلاديش (المحاكم الخاصة) لعام 1972". اتخذ ضياء عدة خطوات مثيرة للجدل لضبط الجيش وتعزيز السلطة، والحصول على دعم بعض الأحزاب السياسية اليمينية مثل الجماعة الإسلامية.
عُدلت المادة 38 من الدستور في 22 أبريل 1977. ومُنحت أحزاب أخرى بما في ذلك الرابطة الإسلامية والجماعة الإسلامية شرعية دستورية وكذلك سُمح بعودتهم. كما سُمح بالسياسة القائمة على الدين خلال هذه الفترة. سُن "قانون المواطنة" الخاص في التعديل الخامس للدستور في 5 أبريل 1978. بموجبه سُمح لغلام أعظم بدخول البلاد وأصبح عباس علي خان أميراً للجماعة في 1979، مما أعطى الشرعية للسياسة في بنغلاديش.
عين ضياء شاه عزيز الرحمن [الإنجليزية] رئيساً للوزراء وهو شخصية مناهضة للاستقلال ومثيرة للجدل للغاية . والذي، على الرغم من كونه بنغالياً، ذهب إلى الأمم المتحدة كممثل لباكستان في 1971 وقال،
«... لم يرتكب الجيش أي خطأ بمهاجمة باكستان الشرقية. ما يحدث في باكستان باسم حرب التحرير هو مؤامرة هندية وحركة انفصالية ...»

### التحقق من قانون التعويض، 1975
عين ضياء العديد من الأشخاص المتهمين بقتل الشيخ مجيب الرحمن في الخارج. بما في ذلك، منح الرائد داليم والرائد رشيد والرائد فاروق وظائف في وزارة الخارجية وفي السنوات اللاحقة عينوا سفراء لبنغلاديش في الدول الإفريقية والشرق الأوسط.
أصدر الرئيس خندكر مصطفي أحمد مرسوم التعويض (الذي منح الحصانة من الإجراءات القانونية لأولئك المتورطين في اغتيال الرئيس الشيخ مجيب الرحمن والانقلاب والأحداث السياسية الأخرى بين عامي 1975 و1979)، والذي تحول إلى قانون برلماني من قبل الحزب القومي البنغالي في 9 يوليو 1979 من خلال قانون التعويض لعام 1979. أُضيف القانون باعتباره التعديل الخامس للدستور في ذلك العام.

### مناقشة النشيد الوطني
قال رئيس الوزراء شاه عزيز الرحمن في رسالة سرية إلى قسم مجلس الوزراء،
«أغنية كتبها روبندرونات طاغور هي النشيد الوطني الهندي. إنه ليس مواطناً من بنغلاديش. الأمة الإسلامية قلقة من أن أغنية كتبها شاعر من المجتمع الهندوسي هي النشيد الوطني. يجب تغيير النشيد الوطني لأن هذه الأغنية تتعارض مع روح ثقافتنا».
اقتًرحت "بروثوم بنغلاديش [الإنجليزية]" كنشيد وطني بدلاً من "أمار سونار بنغلا" في رسالة رئيس الوزراء. أصدرت شعبة مجلس الوزراء تعليمات ببث أغنية بروثوم بنغلاديش على الراديو والتلفزيون وجميع البرامج الحكومية بعد تلقي هذه الرسالة من رئيس الوزراء. بدأ بث الأغنية مع النشيد الوطني في المناسبات الرئاسية. ولكن بعد مقتل ضياء في 1981، توقفت المبادرة.

### صعود العقيد طاهر ومقتله
كان ضياء على اتصال منذ فترة طويلة بضابط الجيش الشعبي العقيد طاهر. كان العقيد طاهر يرأس "غانوباهيني [الإنجليزية]" التي أنشأها جاساد، وهي مجموعة شبه عسكرية داخل الجيش. عندما كان ضياء قيد الإقامة الجبرية أثناء انقلاب 3 نوفمبر 1975، طلب من طاهر عبر الهاتف المساعدة في إطلاق سراحه.
قدم طاهر مطلباً من 12 بنداً يهدف إلى توحيد الجنود. وُضعت هذه البنود بالأساس لحماية مصالح جنود السباهي. بادر العقيد طاهر وجاساد إلى وضع خطة لتحرير ضياء مقابل تنفيذ الأخير 12 بند لصالح السباهي.
وُزعت آلاف المنشورات في المعسكر بمبادرة من جاساد. وروج بأن خالد مشرف هو "عميل للهند" وأن خالد صعد إلى السلطة في مؤامرة الهند. في ظل هذا الوضع، نفذ جنود السباهي الغاضبون من الرتب الأدنى انقلاباً مضاداً في السابع من نوفمبر بمساعدة مجموعة جاساد "غانوباهيني".
واصل الجنود الغاضبون قتل الضباط في هذا الانقلاب. أطلق المتمردون سراح ضياء الرحمن من الإقامة الجبرية في معسكر دكا واقتادوه إلى مقر المدفعية الميدانية الثانية. في ذلك الصباح، قُتل اللواء خالد مشرف والعقيد خندكار نظمول الهدى والمقدم أبو طاهر محمد حيدر على أيدي جنود غاضبين في مقر فوج البنغال الشرقي العاشر الذي أنشأوه بأنفسهم في شير بانغلا ناجار رداً على الانقلاب المضاد.
وفي الوقت نفسه، عانق ضياء العقيد طاهر وشكره على إنقاذ حياته. وقال ضياء أيضاً إنه مستعد للتضحية بحياته من أجل العقيد طاهر وجاس. ثم ألقى ضياء خطاباً إذاعياً دون إذن الرئيس وادعى أنه كبير مسؤولي الأحكام العرفية. تراجع لاحقاً في مواجهة الاحتجاجات وأصبح نائباً لمسؤول الأحكام العرفية العسكرية. وقع ضياء على المطلب المكون من 12 بند لمنظمة الجنود الثوريين والجيش الشعبي في الساعة 07:45 من يوم 7 نوفمبر.
لكن الوضع تغير بسرعة بعد الانقلاب. حيث رفض ضياء تلبية مطالب الجنود. وفي الوقت نفسه، غضب العقيد طاهر أيضاً من لامبالاة ضياء. رفض ضياء قبول مطالب طاهر السرية.
أدت لامبالاة ضياء بمطالب الجنود إلى إثارة شكوكهم فيه. ونتيجة لذلك، غضب الجنود بشدة وبدأوا في قتل الضباط بدخول مساكنهم. في مثل هذه الأيام، كان الضباط يهربون بشكل درامي من المعسكر وهم يرتدون البرقع مع عائلاتهم.
واستمر ضياء في قمع الجنود مضطراً. قُبض على العقيد طاهر وسُجن في 24 نوفمبر بتهمة تحريض الجيش على الحكومة "المنتخبة" المزعومة التي جرى تنصيبها في 7 نوفمبر. كما قُبض على روب وجليل وقادة آخرين من جيش جاساد.
أُعدم طاهر في 21 يوليو 1976، بناءً على "أوامر ضياء" في محاكمة هزلية. لم يُعرض عليه لائحة الاتهام ولم يُمنح الفرصة للدفاع عن نفسه أو استشارة محامٍ، وعلى الرغم من إدراكه لمهزلة المحاكمة، فشل القاضي صائم في تعليق حكم الإعدام الصادر بحق طاهر. لأن ضياء كان صاحب السلطة الرئيسي باسم صائم. وصفت المحكمة حكم الإعدام بأنه قتل غير قانوني ومتعمد بعد ثلاثة عقود من إعدام طاهر. لاحظت المحكمة أن إعدام طاهر حدث وفقاً لخطة اللواء ضياء.

### الإعدامات الجماعية في القوات المسلحة
يقال إن أكثر من 20 انقلاباً عسكرياً قد وقع ضد ضياء الرحمن أثناء حكمه. وخلال هذا الوقت، كانت القوات المسلحة في بنغلاديش مسيسة إلى حد كبير، مما جعلها عرضة للانقلابات والتمردات. وبناء عليه، واجهت حكومة ضياء خمس محاولات انقلاب بين نوفمبر 1975 وسبتمبر 1977.
حُكم على أفراد من الجيش والقوات الجوية بالإعدام في 2 أكتوبر 1977، من قبل محكمة عسكرية خاصة تشكلت بأمر من قائد الجيش آنذاك الجنرال ضياء الرحمن لتورطهم في الانقلاب على قسم من الجيش في دكا.
أُعدم ما بين 1,100 و1,400 جندي شنقاً أو رمياً بالرصاص في الشهرين التاليين للانقلاب. في ذلك الوقت، كان الجنود يُعدمون فقط في سجني دكا وكوميلا المركزيين. حُكم على 121 شخصاً بالإعدام في دكا و72 شخصاً في كوميلا. وبصرف النظر عن هذا، حُكم على أكثر من 500 جندي بمدد سجن مختلفة لتورطهم في الحادث.
ذكر الصحفي الشهير أنتوني ماسكارينهاس في كتابه إرث من الدماء حول انقلاب أكتوبر:
«أُعدم 1143 جندياً خلال الشهرين التاليين، وفقاً للسجلات الرسمية البنغالية. شُنق جميع المعتقلين تقريباً في بنغلاديش في ذلك الوقت. احتجت جميع المنظمات التقدمية تقريباً في البلاد، بما في ذلك منظمة العفو الدولية لحقوق الإنسان، على ذلك حينها. ووردت مزاعم بأن عمليات الإعدام خارج نطاق القضاء كانت تُنفذ دون مراعاة لأي قانون.»
جاء في تقرير بعنوان "إعدامات بنغلاديش: تناقض" نشرته صحيفة واشنطن بوست في 10 فبراير 1978:
«ذكر القائم بأعمال السفارة الأميركية في دكا أن 217 عسكرياً قُتلوا في أعقاب محاولة الانقلاب، وفقاً لمعلوماته. وذلك في برقية سرية أرسلت إلى وزارة الخارجية في 19 يناير 1978.»
وأشار ألفريد إي. بيرغنسن في التقرير إلى:
«إننا نعتقد أن 30 إلى 34 منهم ربما أعدموا قبل تشكيل المحكمة العسكرية.»
وجاء في تقرير نشرته صحيفة صنداي تايمز اللندنية في 5 مارس 1978:
«أُعدم نحو 600 جندي منذ أكتوبر الماضي. ولم يُكشف عن حمام الدماء هذا إلا جزئياً. وفي تقرير نشرته منظمة العفو الدولية الأسبوع الماضي... قال ضابط كبير سابق في القوات الجوية لصحيفة صنداي تايمز إن أكثر من 800 من أفراد الجيش أدينوا في محاكم عسكرية في أعقاب الانقلابين في بوغرا في 30 سبتمبر وفي دكا في 2 أكتوبر. لا تختلف المحاكم الصورية كثيراً عن المحاكم العسكرية في بعض النواحي. فقد أُعدم نحو 600 من أفراد الجيش رمياً بالرصاص أو شنقاً في دكا.»
وجاء في تقرير نشرته صحيفة مومباي الاقتصادية والسياسية الأسبوعية في 25 مارس 1978:
«ورغم أن منظمة العفو الدولية مستعدة للقول إن 130 شخصاً على الأقل وربما عدة آلاف قد أعدموا، فإن بعض المصادر المطلعة في دكا تقول إن العدد قد يصل إلى 700.»
ويذكر قائد منطقة لوغ آنذاك العقيد محمد حامد في كتابه "ثلاثة انقلابات عسكرية وأشياء لم تُذكَر" ما يلي:
«في كل ليلة من 3 إلى 5 أكتوبر، كان الجنود يُؤخذون من ثكنات الجيش والقوات الجوية إلى معسكرات التعذيب، ولم يرجعوا أبداً. وكان الصراخ يملأ كل المعسكرات. وكانت الدموع تسيل من عيونهم. كم من الجنود والقوات الجوية شنقوا، وكم من الأرواح أزهقت، "جرائم قتل سرية". لا توجد أي تقارير عن الضحايا.. علاوة على ذلك، مات العديد من الجنود تحت التعذيب غير الإنساني بعد اعتقالهم.. ووفقاً للروايات الرسمية، شُنق 1,143 جندياً في غضون شهرين فقط، بما في ذلك 561 طياراً. حتى جثث الجنود التعساء لم تُسلم لأقاربهم.. ولا يزال أقاربهم يعثرون على جثث أحبائهم. لم يسمع أحد توسلاتهم، ولم يحصلوا على العدالة.. كما أن مكان إخفاء العديد من الجثث لغز.. لم يُحدد بعد ما إذا كان اغتيالاً مخططاً له أم انقلاباً. يعتقد الكثيرون أنه كان مذبحة مخططة مسبقاً.»

### الصراع والسخط داخل الجيش
ساد السخط في الجيش بسبب عمليات الفصل والحكم والقتل أو الاختفاء غير القانوني لأفراد الجيش والمسؤولين العسكريين والمدنيين باسم قمع الانقلابات والتمردات، بعد صعود ضياء الرحمن إلى السلطة. كما أدى توفير المزيد من الامتيازات والترقيات للضباط العائدين من باكستان في الجيش إلى خلق صراع بين الضباط المقاتلين من أجل الحرية.
وقال رضا الكريم رضا، الرائد في الجيش آنذاك:
«لقد منح ضياء الرحمن المزيد من الامتيازات أو الترقيات لغير المقاتلين من أجل الحرية وضباط الجيش العائدين إلى باكستان وعين الجنرال حسين محمد إرشاد، الذي عاد من باكستان، قائداً للجيش. ونتيجة لذلك، ساد الغضب بين ضباط الجيش المقاتلين من أجل الحرية بما في ذلك الجنرال منظور والعقيد مطيع الرحمن. وطالبوا بإقالة الجنرال إرشاد من منصب قائد الجيش وتعيين الجنرال منظور أو أي ضابط آخر من ضباط المقاتلين من أجل الحرية في هذا المنصب وفي الوقت نفسه إقالة الضباط العائدين من باكستان أو غير المقاتلين من أجل الحرية الذين كانوا في مناصب عليا مختلفة في الجيش وتعيين الضباط المقاتلين من أجل الحرية في تلك المناصب.»
كما أفاد الجنرال إبراهيم بتلقيه معلومات مماثلة من المتهمين في المحكمة العسكرية.
ومع ذلك، قال الرائد رضا أيضاً أنه «كانت هناك مطالب بعزل الوزراء "الموالين لباكستان" بما في ذلك رئيس الوزراء شاه عزيز الرحمن من حكومة ضياء الرحمن.»
كتب العقيد (المتقاعد) شوكت علي:
«كان (ضياء) على علاقة جيدة بالعائدين. لكنه حرض سراً المقاتلين من أجل الحرية ضد العائدين. اكتسب ثقة بعض الضباط من بين العائدين وأثار غضب المقاتلين من أجل الحرية في المقابل. كانت صداقتي مع الأصدقاء القدامى الذين عادوا من باكستان سليمة في أوائل السبعينيات. لم يغب ارتباطهم عن عيني ضياء. ذات يوم ذكر اسم أحد العائدين في مكتبه وقال، "لماذا أنت قريب جداً منه؟ قلت، إنه صديقي القديم.. قال ضياء بجدية، "شوكت، أي ضابط عائد لا يمكن أن يكون صديقك". لا، ليس من الصواب أن يكون مقاتلاً من أجل الحرية مثلك قريباً من الباكستانيين". فجأة استبصرت كل شئ. لقد اتضحت لي أسباب كثيرة لما حدث في الجيش. بطبيعة الحال كنت أعرف بعض الأمور من قبل. ولكن ضياء كان يخبرني. لم أكن أتوقع ذلك. لقد شعرت بالإثارة قليلاً وقلت، "سيدي، أنا آسف. لا أستطيع أن أتفق معك... من فضلك توقف عن ممارسة هذه اللعبة. توقف عن خلق الانقسام في الجيش من خلال التفكير في المصلحة الوطنية. أنت نائب رئيس أركان الجيش. إذا انغمست في مثل هذه الأنشطة التآمرية، فماذا سيفعل صغارنا؟" وغادرت بعد أن قلت هذه الكلمات. لقد قلت كلمات قاسية عن قصد. وبسبب هذا، اضطررت شخصياً إلى خسارة الكثير.. تربع ضياء الرحمن على قمة السلطة في وقت لاحق، واستمرت خطوات المضايقة التي اتخذت ضدي.»

## التخطيط
ذكر أنتوني ماسكارينهاس في كتابه "بنغلاديش: إرث من الدماء"، أن «ضابط الجيش العقيد مُطير رحمن [الإنجليزية] إلى جانب العديد من كبار المسؤولين العسكريين الآخرين؛ كانوا يكرهون ضياء وكبار قادة الجيش في دكا، ويحملونهم المسؤولية عن الفساد السياسي والاقتصادي الذي كان يدمر البلاد.» زار مُطير المقدم محمد ديلوار حسين في سبتمبر 1979، واشتكى من «أخطاء الحكومة والحزب الوطني البنغلاديشي - الأسعار المرتفعة والظلم الاجتماعي والفساد.»
كان مُطير يزور دكا في 25 مايو 1981، حيث التقى بصديقه المقدم محفوظ. في ذلك الوقت، كان محفوظ هو ضابط الأركان الشخصي (السكرتير) لضياء. أبلغ محفوظ مُطير عن خطط ضياء لنقل اللواء عبد المنظور من شيتاغونغ إلى دكا، وهو القرار الذي من شأنه أن يؤثر أيضاً على مُطير، الذي غضب من هذا الخبر. وفقاً للأدلة المقدمة في المحاكمة، ناقش مُطير ومحفوظ خططاً لاغتيال ضياء. زعم ماسكارينهاس أنه "عندما أبلغ محفوظ أيضاً موتي (مُطير) أن ضياء قرر زيارة شيتاغونغ في التاسع والعشرين، ولدت فكرة اغتيال آخر".

## الاغتيال

### التحضيرات
نظم العقيد مُطير رحمن اجتماعاً مع العديد من ضباط الجيش في الساعة 11:30 مساءً يوم 29 مايو 1981. نظم المتآمرون أنفسهم في ثلاث مجموعات في الساعة 2:30 صباحاً يوم 30 مايو. ستهاجم المجموعتان الأوليتان مبنى الدائرة، حيث يقيم ضياء، وستطلق المجموعة الثالثة النار على أي شخص يحاول الهروب. أعلن مُطير "سنصل إلى الرئيس اليوم" قبل الهجوم على مبنى الدائرة. كانت الفرق مكونة من ضباط الجيش حيث رفض الأفراد المجندون المشاركة. كان هناك 16 ضابطاً في المجمل. وبحوزتهم أحد عشر مدفعاً رشاشاً وثلاثة قاذفات صواريخ وثلاث بنادق قاذفة للقنابل. كان القادة الرئيسيون لهذا الفريق المهاجم هم المقدم مُطير رحمن والمقدم محبوب والرائد خالد.

### الهجوم ومقتل ضياء الرحمن
بدأ المقدم فضل حسين الهجوم بإطلاق صاروخين باتجاه مبنى الدائرة في الساعة الرابعة صباحاً، مما أدى إلى إحداث فجوتين كبيرتين في المبنى. قُتل العديد من حراس ضياء الرحمن أثناء الهجوم. ثم بحث الضباط غرفة تلو الأخرى عن ضياء. عثر الرائد مجعفر والنقيب مصلح الدين على ضياء أولاً. أبلغ مصلح الدين ضياء الرحمن أنهم سيأخذونه إلى المعسكر. ومع ذلك، بعد فترة وجيزة، وصل العقيد مُطير رحمن مع فريق آخر وأطلق النار عليه من مسافة قريبة بمدفع رشاش.
واصل مُطير إطلاق النار على رأس ضياء وجذعه بعد سقوطه، مما شوه جثته. ويقال إن إحدى عينيه سقطت من محجرها. استمر الهجوم على مبنى الدائرة أقل من 20 دقيقة. عاد المتآمرون إلى معسكر شيتاغونغ بعد قتل ضياء. نُقلت جثة ضياء الرحمن واثنين من حراسه في شاحنة عسكرية صغيرة إلى مكان آخر.

## التداعيات

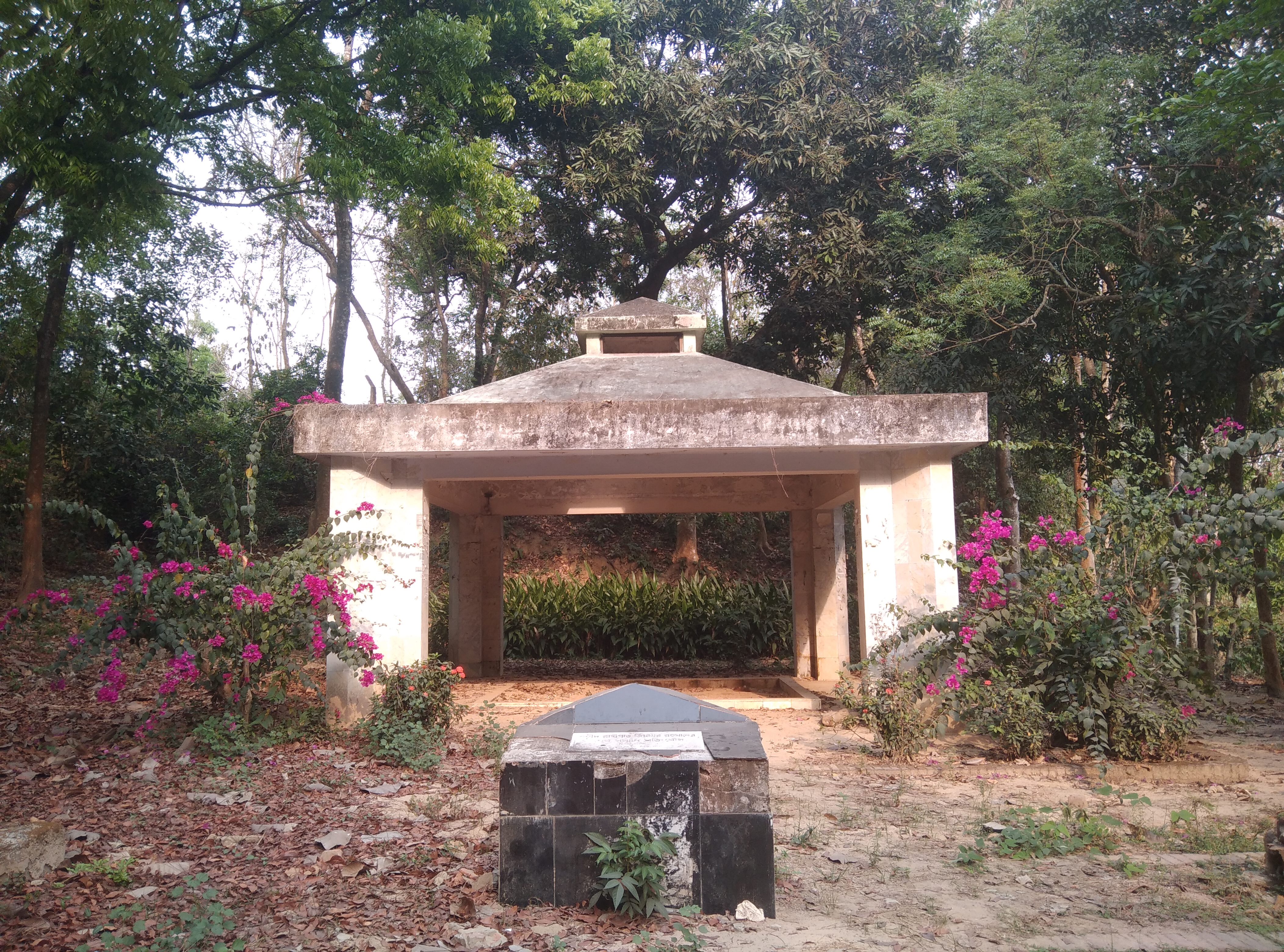
مدفن ضياء الرحمن الأول في اتحاد بومرا في مقاطعة رانغونيا أوبازيلا

ألقى الجنرال منظور عدة خطابات في إذاعة بنغلاديش من شيتاغونغ بعد اغتيال ضياء الرحمن في 30 مايو 1981. في تلك الخطابات، أقال الجنرال منظور الجنرال إرشاد من منصبه كقائد للجيش وأعلن الجنرال مير شوكت علي قائداً للجيش. بالإضافة إلى ذلك، دعا الجنرال منظور الضباط المقاتلين من أجل الحرية إلى الاتحاد في الجيش من خلال الإعلان عن تشكيل المجلس الثوري.
ظل حسين محمد إرشاد، رئيس أركان الجيش، مخلصاً للحكومة، وأمر الجيش بقمع محاولة الانقلاب التي قام بها رفاق ضياء الرحمن بقيادة اللواء عبد المنظور [الإنجليزية]. أمرت الحكومة القوة المتمردة بالاستسلام ومنحتهم مهلة زمنية. استسلم معظم الجنود بمن فيهم الضباط الذين شاركوا في مهمة الهجوم على دائرة شيتاغونغ، لذلك حاول الضابط الرائد بمن فيهم القائد العام منظور الفرار نحو تلال شيتاغونغ. وفي الطريق اعترضتهم قوات أرسلتها الحكومة. قُتل العقيد مُطير الرحمن والعقيد محبوب (رئيس فرقة البنغال الشرقية الحادية والعشرين، وابن شقيق منظور) برصاص الرائد مانان.
قُبض على الجنرال منظور في فاتيكشاري من قبل كل من الشرطة وقوات الجيش بينما كان منظور وزوجته يطعمان أطفالهما داخل حديقة شاي. ومع ذلك، سلم نفسه للشرطة ونُقل إلى هاثازاري تانا. طلب الجنرال منظور محامياً، لكن طلبه قوبل بالرفض. ثم طلب إرساله إلى سجن شيتاغونغ، وإلا، فإن الجيش سيقتله حسب قوله، ولكن عندما صعد إلى سيارة الشرطة، وصلت فرقة من الجيش إلى السجن وبعد بعض المناقشات، أمسك شخص يدعى نايب سوبادار بيد الجنرال منظور ودفعه إلى أسفل وأجبره على التوجه نحو سيارة الجيش. ثم عُصبت عينيه وربطت يديه. ومع ذلك، لم يُكشف عن ما حدث بعد ذلك من قبل الحكومة التي صنفته أمراً سرياً. أعلنت الحكومة لاحقاً أن الجنرال منظور قُتل على يد جنود مشاغبين غضبوا بعد أن علموا أن الجنرال منظور هو المتآمر الرئيسي في الاغتيال.
أضافت وفاة منظور - التي وُصفت في البداية بأنها كانت على أيدي "حشد غاضب"، ولكن تبين لاحقاً في تقرير تشريح الجثة أنها كانت عن طريق طلق ناري في مؤخرة الرأس - المزيد من الغموض. حوكم بقية المتآمرين في محكمة عسكرية، وحُكم عليهم بأحكام تتراوح بين عقوبة الإعدام والسجن.
بعد وفاة ضياء الرحمن، أصبح نائب رئيس بنغلاديش القاضي عبد الستار رئيساً بالنيابة. وانتخب في تصويت شعبي في ديسمبر 1981 ولكنه عُزل في 24 مارس 1982 بانقلاب غير دموي قاده إرشاد.
شُنق اثني عشر ضابطاً، معظمهم من المحاربين القدامى، بتهمة تورطهم المزعوم في مقتل الرئيس ضياء الرحمن بعد محاكمة متسرعة في محكمة عسكرية اكتملت في 18 يوماً فقط. أُعدم الضابط الثالث عشر بعد عامين أثناء علاجه من جروح الرصاص التي أصيب بها أثناء الاغتيال.
هرب الرائد خالد والرائد مجعفر من بين المهاجمين الآخرين. قُبض على النقيب مصلح الدين وحُكم عليه بالسجن مدى الحياة. ومع ذلك، يعيش في الولايات المتحدة اعتباراً من 2010. أصبح أحد المتهمين في قضية مقتل ضياء الرحمن، النقيب (المتقاعد) جياس الدين أحمد، عضواً في رابطة عوامي في البرلمان الوطني من منطقة جافارجاون، منطقة ميمينسينغ. وتوفي لأسباب طبيعية في 2022.

## المحكمة العسكرية
قُدم ثمانية عشر ضابطاً أمام محكمة عسكرية. وحُكم على ثلاثة عشر منهم بالإعدام بينما صدرت أحكام متفاوتة بالسجن على خمسة. قُبض على الضباط بين 1 و3 يونيو 1981 وبدأت المحكمة العسكرية برئاسة اللواء عبد الرحمن في سجن شيتاغونغ المركزي في 10 يوليو 1981 وانتهت في 28 يوليو 1981. أُعدم اثني عشر ضابطاً. بُعث اللواء عبد الرحمن، وهو ضابط باكستاني عائد، لاحقاً إلى فرنسا كسفير في 1983/84، وتوفي هناك في ظروف غامضة؛ ادعت عائلته أن الجنرال عبد الرحمن قُتل على يد حكومة بنغلاديش.

### الضباط الذين أُعدموا
1. العميد محسن الدين أحمد
2. العقيد نواجش الدين
3. العقيد م. عبد الرشيد
4. المقدم أبو يوسف محمد محفوظ الرحمن
5. المقدم محمد دلوار حسين
6. المقدم شاه محمد فضل حسين
7. الرائد أ. ز. جياش الدين أحمد
8. الرائد روشان يزداني بويان
9. الرائد قازي مؤمن الحق
10. الرائد مجيب الرحمن
11. النقيب محمد عبد الستار
12. النقيب جميل حق
13. الملازم رفيق حسن خان

(زعم رفيق لاحقاً أنه كان في مهمة بأوامر من ضابطه الأعلى، دون علمه بالمهمة.)
وقد وصف المدعون العامون في الجيش، الذين عُينوا للدفاع عن هؤلاء الضباط الثلاثة عشر المشتبه بهم، المحاكمة لاحقاً بأنها "محاكمة هزلية" حيث حُرم الجميع من الفرصة الضئيلة للدفاع عن أنفسهم.

### المحكوم عليهم بالسجن
1. الملازم مصلح الدين. (حُكم عليه بالسجن مدى الحياة، وكان يعيش في الولايات المتحدة الأمريكية اعتباراً من 2010)

كان مصلح الدين الأخ الأصغر للعميد محسن الدين أحمد الذي حُكم عليه بالإعدام، وبما أن الأخ الأكبر حُكم عليه بالإعدام، لم يُحكم على الأخ الأصغر بالمثل.

### الضباط المطرودون
عُزل الضباط التاليين من الجيش:
1. العميد أبو سعيد مطيع حنان شاه
2. العميد أ. ك. م. عزيز الإسلام
3. العميد جياس الدين أحمد شودري (بير بيكرام)
4. العميد أبو جعفر أمين الحق (بير بيكرام)
5. العقيد محمد باجلول غوني باتواري (بير بروتيك)
6. المقدم أ. س. إنامول هوكي
7. المقدم محمد جينول عابدين
8. المقدم محمد عبد الحنان (بير بروتيك)
9. الرائد منجور أحمد (بير بروتيك)
10. الرائد وكار حسن (بير بروتيك)
11. الرائد محمد عبد الجليل
12. الرائد رفيق الإسلام
13. الرائد محمد عبد السلام
14. الرائد أ. ك. م. رضاول إسلام (بير بروتيك)
15. الرائد محمد أسد الزمان
16. النقيب جاهر الحق خان (بير بروتيك)
17. النقيب ماجارول الحق
18. النقيب عاصم عبد الحي
19. النقيب إلياس (كان في سجن راجشاهي مع العميد محسن)
20. الملازم أبو الهاشم